# Cotorra pit-roja
La cotorra pit-roja (Psittacula alexandri) és una espècie d'ocell de la família dels psitàcids que habita boscos i manglars des de Nepal i el nord de l'Índia, cap a l'est, per Myanmar, sud de la Xina i Indoxina fins a les illes Andaman, Java, Bali i les petites Nias i Simeulue, al sud-oest de Sumatra. Utilitzat com a ocell de gàbia, ha fugit del captiveri i se l'ha citat en llibertat a molts indrets, com ara els Països Catalans.